# 李文成 (1993年)
李文成（1993年6月12日—），台灣高雄人，台灣知識型Podcaster、作家。曾為高中歷史老師、《一歷百憂解》Podcast製播人、故事方成式Youtube。
2020年，李文成開始製播Podcast，從《金瓶梅》系列切入，節目排名竄升至歷史類排名前三。

## 經歷
李文成的母親是美術老師，外公是日本殖民時期的憲兵隊翻譯員。 李文成於中學時喜愛歷史，在考取大學時因家人的關係進到臺北大學財政學系；大學畢業後，李文成決定追隨自身興趣，往歷史學進修。中央大學歷史所畢業後，在桃園壽山高中擔任代理教師，曾任台灣公構股份有限公司負責人。

## 著作
- 一歷百憂解 1: 上癮臺灣史，2023年，三采文化，ISBN 9786263581197
- 一歷百憂解 2: 解鎖中國史，2024年，三采文化，ISBN 9786263584228

## 外部連結
- 李文成 一歷百憂解的Facebook專頁